# 韓琳 (萬曆進士)
韓琳（16世紀—1620年代），字景圭，號管涔，陝西西安府涇陽縣人，明朝政治人物。

## 生平
韓琳是萬曆三十四年（1606年）丙午科舉人，四十四年（1616年）成丙辰科進士，都察院觀政，獲授淄川知縣，四十六年本省同考，四十八年（1620年）調任聊城知縣，為政平易不嚴苛，在兩地都有惠政，天啓元年（1621年）陞戶部江西司主事，二年改禮部主客司，五年升員外郎，六年升郎中，當時魏璫專權，御史袁化中、李應升因言入獄，他人都害怕惹禍不敢說話，只有韓琳入獄送來飲食，袁化中掩面對他說：「希望你不要再來，我們這些直言者理應如此，先生不要為我們受苦。」七年陞湖廣辰沅道兵備右參議，辰沅瀕臨瑤族、苗族住處，叛服不定，琳恩威並施使異族懾服，不久去世。

## 家族
曾祖韓遂。祖父韓嘉。父韓登庸，壽官。

## 著作
著有《武陵初草》。

## 引用
1. ↑  《萬曆四十四年丙辰科進士履歷》：韓琳，管涔，礼记二房，辛巳十一月十三日生。涇陽县人，壬午五十六，会一百九十，三甲五十八名。都察院政，授淄川知县，戊午本省同考，庚申調聊城，辛酉升户部江西司主事，壬戌礼部主客司，乙丑升员外，丙寅升郎中，丁卯升湖廣副使，加俸一级，卒。
2. 1 2  宣統《涇陽縣志·卷十二·列傳》：韓琳，字景圭，號管涔，萬厯丙辰進士，初授淄川縣知縣，調聊城俱多惠政，厯陞戶部郎中，時魏璫擅政，置御史袁化中、李應升等於獄，人畏禍不敢交一語，琳獨入獄餽飲食，涕泣終日，化中等掩面囑曰：「願勿再來，我等批鱗理固應爾，先生毋自苦也。」陞湖廣辰沅道兵備右參議，辰沅瀕猺洞，苗蠻叛服靡常，琳嚴慈並用諸苗輸服，未期年卒，所著有《武陵初草》。
3. ↑  宣統《涇陽縣志·卷十一·選舉表》：明……進士……（萬曆）丙辰 韓琳 官至湖廣辰沅兵備道右參議……舉人……（萬曆）丙午 韓琳
4. ↑  乾隆《淄川縣志·卷四》：韓琳 字管涔，涇陽人，進士，四十五年，任四十八年調聊城，仕至湖廣副使
5. ↑  嘉慶《東昌府志·卷二十一·名宦二》：韓琳，字景圭，涇陽人，丙辰進士，萬厯四十八年知聊城縣，平易坦衷，不事鞭扑。